# Miszakowo (rejon charowski)
Miszakowo (ros. Мишаково) – wieś w Rosji, w rejonie charowskim obwodu wołogodzkiego. W 2010 r. liczyła 5 mieszkańców.